# 10131 Stånga
10131 Stånga este un asteroid din centura principală, descoperit pe 21 martie 1993, de UESAC.